# Pensionnat autochtone de Sept-Îles (Maliotenam)
Le pensionnat autochtone de Sept-Îles (Maliotenam) faisait partie du système de pensionnats pour Autochtones au Canada, il a ouvert ses portes en 1952 sous administration catholique à l'est de Sept-Iles au Québec. Il était aussi connu sous le nom de pensionnat autochtone Notre-Dame ou pensionnat autochtone de Maliotenam (Mani-Utenam). Il pouvait accueillir à l’origine jusqu’à 200 enfants principalement des inuites de Kuujjuaq et des innues,. L'école et le pensionnat ont fermé en 1971, le bâtiment a été démoli un an plus tard. En 2012, la cordonnerie de l'établissement qui était toujours en place a été brûlée par d'anciens pensionnaires dans un geste de guérison.

## Histoire
Le pensionnat ouvre ses portes le 2 septembre 1952. Il était géré par les pères Oblats de Marie-Immaculée avec l'aide des Sœurs de Notre-Dame-Auxiliatrice. À partir de 1961, l'école sert également de résidence aux élèves du secondaire des externats de Sept-Îles. En 1966, il fonctionnait uniquement comme résidence. Le gouvernement fédéral a repris l'administration de la résidence en 1969 et l'a fermée deux ans plus tard.

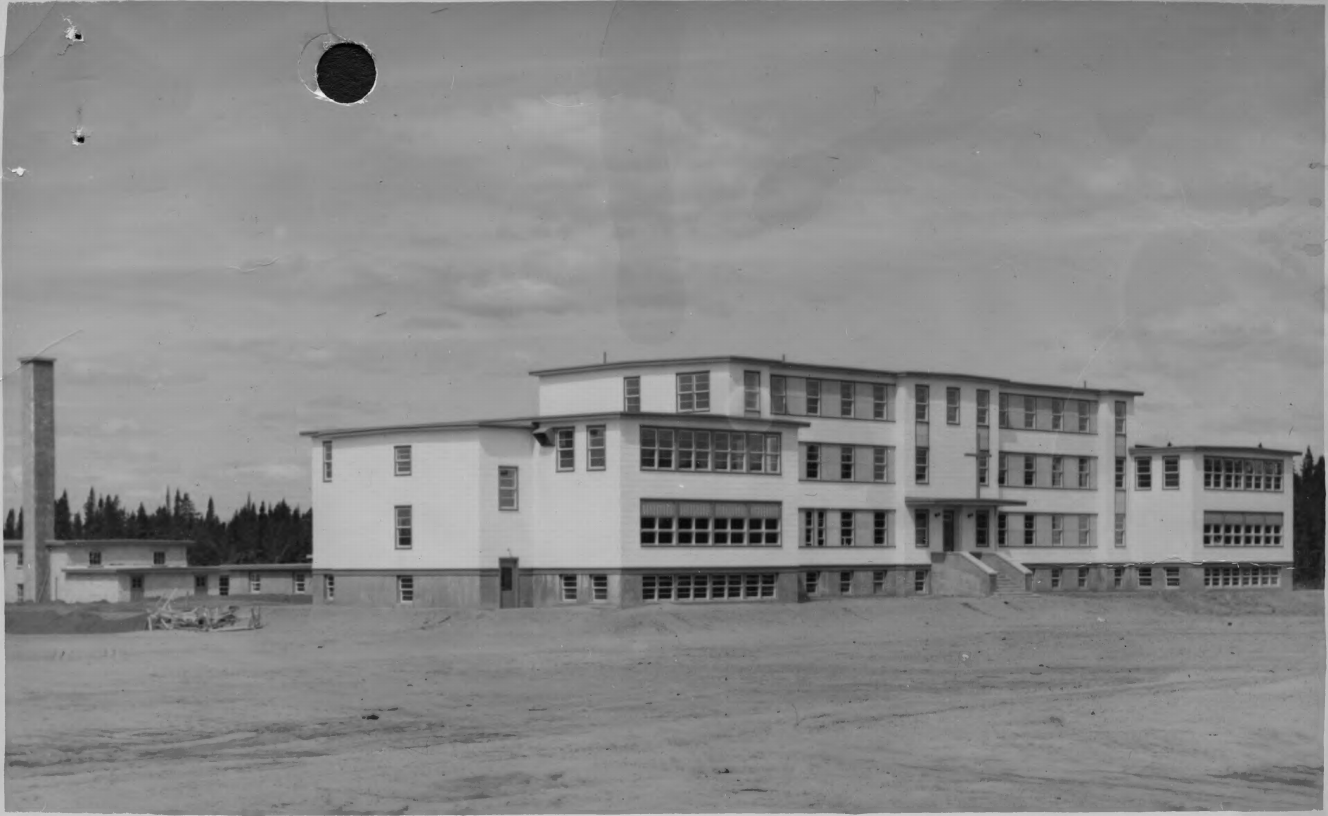
Pensionnat autochtone de Sept-Îles
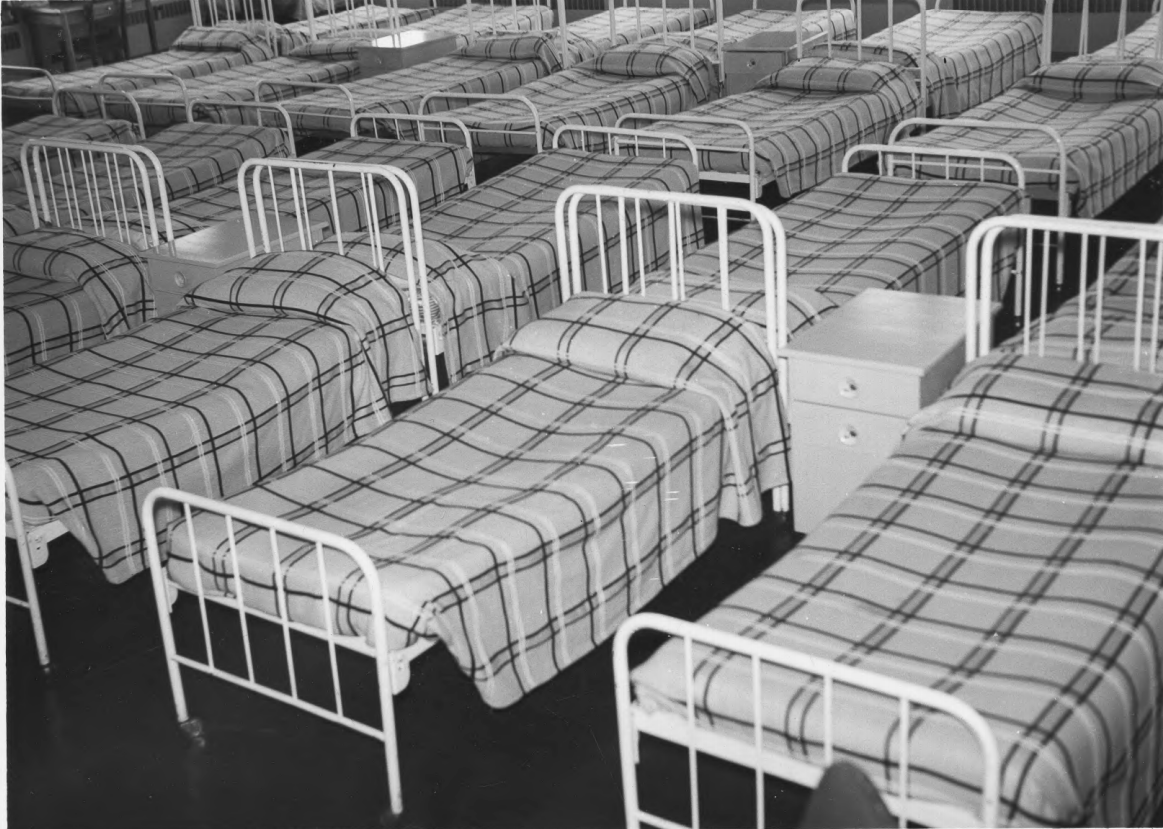
Dortoir du pensionnat autochtone de Sept-Îles

## Sévices et abus sexuels

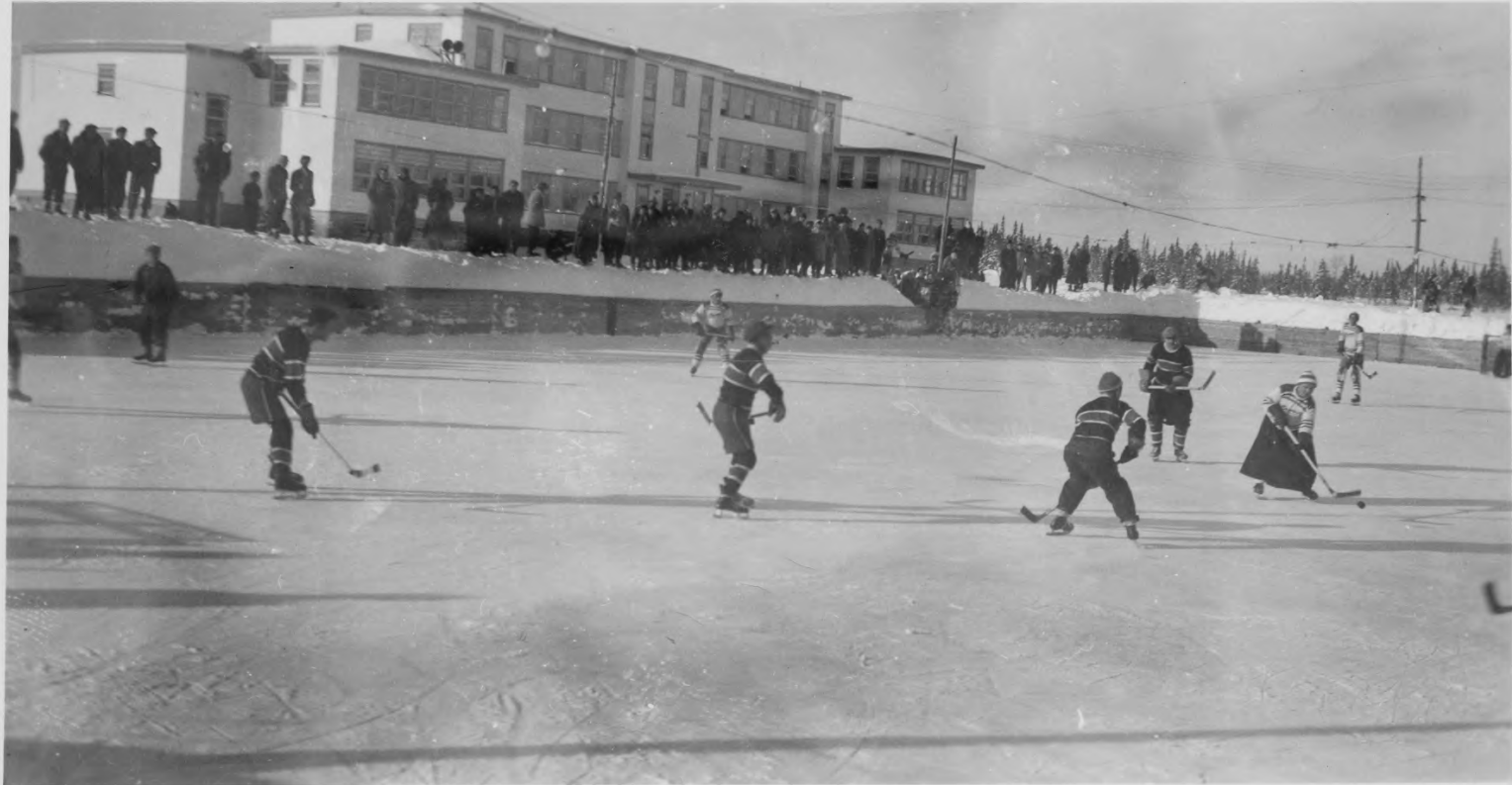
Patinoire du pensionnat autochtone de Sept-Îles

Plusieurs témoignages font état de mauvais traitements et d'agressions sexuelles,. Ainsi une victime explique : « Ça se faisait le soir, quand on vient te chercher et on te fait des affaires que tu ne comprends pas. Tu es mêlé. Ça fait comme une honte quand tu retournes dans ta communauté. Ce n’est pas facile ». Jean-Guy Pinette évoque les agressions lors des matchs sur la patinoire : « Il y avait une patinoire et à côté il y avait une cabane. Le frère m’a entré dans la cabane et a fermé la porte. Il a allumé une petite lumière et s’est collé à moi.... Quand ça a été fini, il m’a donné un bâton de hockey. Quand je suis sorti de la cabane, je me suis senti bizarre. Je me suis senti perdu. Je ne savais plus où m'orienter. J’étais tout jeune. Quelque chose s'est passé dans cette petite cabane-là. » .